# Tadeusz Kotlarczyk

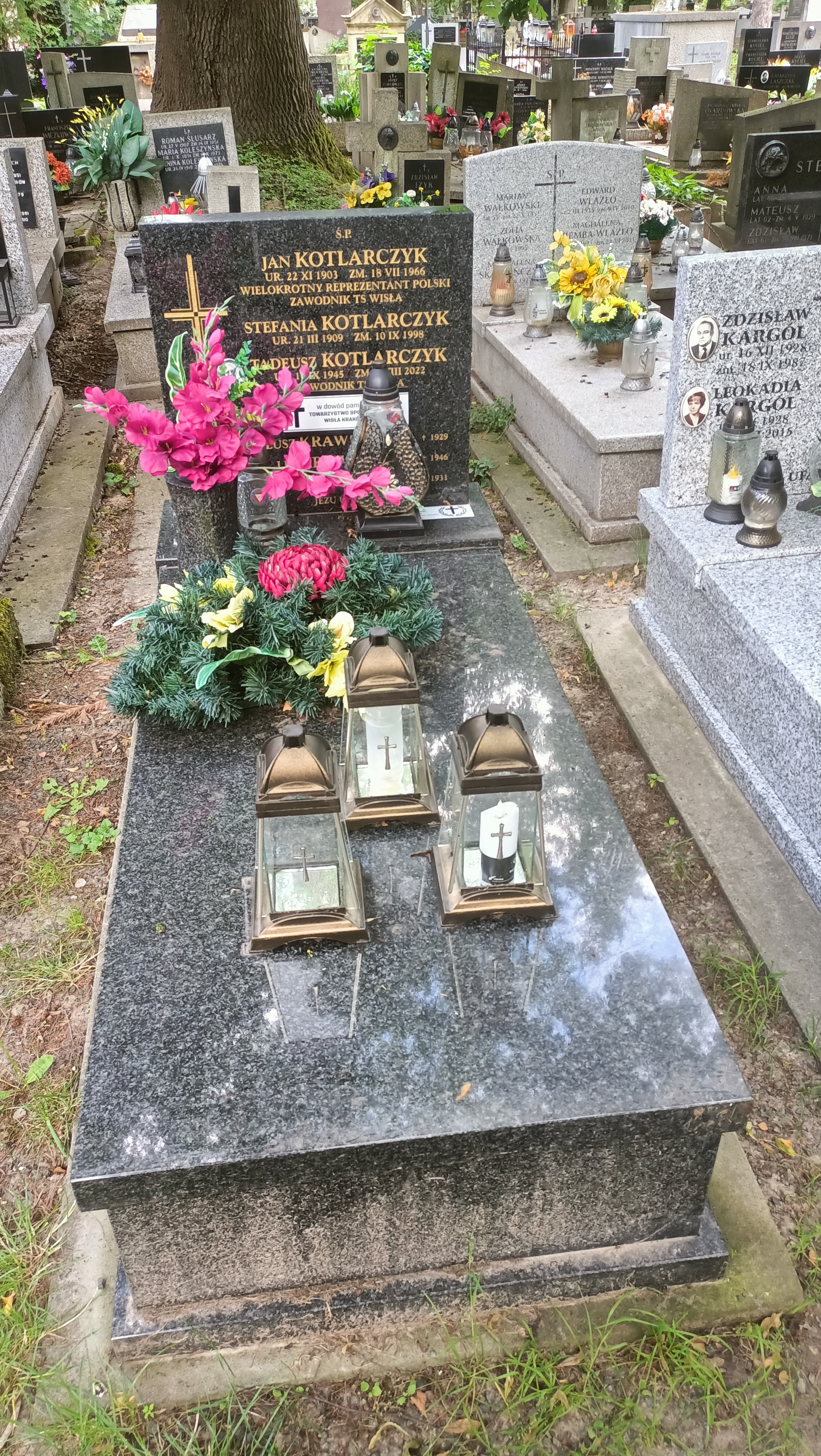
Grób Tadeusza Kotlarczyka na Cmentarzu Rakowickim w Krakowie

Tadeusz Kotlarczyk (ur. 10 września 1945 w Krakowie, zm. 5 sierpnia 2022 tamże) – polski piłkarz, występujący na pozycji pomocnika lub obrońcy.

## Kariera klubowa
Był wychowankiem Wisły Kraków, do której dołączył w 1959 roku.
W I lidze (ob. Ekstraklasie) zadebiutował w sezonie 1963/1964. Do 1972 roku rozegrał dla „Białej Gwiazdy” 196 meczów, zdobywając 15 bramek. Z klubem, zdobył wicemistrzostwo Polski 1966 i Puchar Polski 1967. Następnie występował w klubach: Arkonia Szczecin, Chicago Lightning oraz Garbarnia Kraków. Swoją karierę rozpoczynał jako skrzydłowy, jednakże pod koniec swojej kariery w Garbarni występował również jako obrońca.
Po zakończeniu kariery był związany z Garbarnią Kraków, w której pełnił funkcje trenera i działacza (członek zarządu i komisji rewizyjnej klubu).

## Życie prywatne
Był synem Stefanii i piłkarza Jana Kotlarczyka, a także bratankiem Józefa Kotlarczyka, również piłkarza. Tadeusz Kotlarczyk zmarł 5 sierpnia 2022 roku w Krakowie, w wieku 76 lat. Pochowany na cmentarzu Rakowickim w Krakowie.

## Upamiętnienie
9 sierpnia 2022 roku piłkarz został upamiętniony minutą ciszy przed ligowym spotkaniem Wisły Kraków z GKS Katowice.